# Seminario Mayor Interdiocesano de Cataluña
El Seminario Mayor Interdiocesano de Cataluña, es un seminario de formación sacerdotal interdiocesano, que está ubicado en el número 49 de la Calle de Caspe, en la ciudad de Barcelona.

## Historia
Las diócesis de Tarragona, Gerona, Solsona, Urgel y Vich, a las cuales más tarde se añadió Lérida y después Tortosa, iniciaron la formación de los seminaristas en común durante el curso 1988-89, en el edificio de la calle de Caspe número 49, que hasta entonces había sido la residencia de las religiosas de María Reparadora. En la reunión del 20 de julio de 1988, todos los obispos allí reunidos delegaron en el doctor Torrella, para que presidiera la marcha de la nueva institución formativa, a la vez que nombraron a Juan Busquets, del obispado de Gerona, como rector, y a Armando Puig, del arzobispado de Tarragona, como vicerrector. Para gestionar la administración del seminario, fue nombrada la Montserrat Mer, del obispado de Gerona.

## Rectores
Han sido también rectores de la casa Jorge Orobitg, del obispado de Solsona y Norberto Miracle, del arzobispado de Tarragona que lo es en la actualidad; y vicerrectores José Casals, Juan Pujol, Jorge Figueras, Pedro Oliva y actualmente Jaime Casamitjana, del obispado de Vich. 

## Director
El director espiritual del seminario es Javier Vilanova, rector del seminario de Tortosa. El confesor es Enrique Puig. Actualmente, el obispo delegado para el seminario mayor interdiocesano, es el arzobispo Juan Enrique Vives y Sicilia, obispo de la Seo de Urgel.